# Primera División 1995 (Chili)
In 1995 werd het 63ste seizoen gespeeld van de Primera División. Universidad de Chile werd kampioen. 

## Eindstand
| №  | Club                    | WG | W  | G  | V  | DV | DT | +/– | Punten |
| -- | ----------------------- | -- | -- | -- | -- | -- | -- | --- | ------ |
|    | Universidad de Chile    | 30 | 18 | 8  | 4  | 64 | 30 | +34 | 62     |
| 2  | Universidad Católica    | 30 | 17 | 9  | 4  | 50 | 22 | +28 | 60     |
| 3  | Colo-Colo               | 30 | 15 | 7  | 8  | 61 | 35 | +26 | 52     |
| 4  | Deportes Temuco         | 30 | 12 | 9  | 9  | 49 | 34 | +15 | 45     |
| 5  | Cobreloa                | 30 | 11 | 11 | 8  | 49 | 40 | +9  | 44     |
| 6  | O'Higgins               | 30 | 10 | 12 | 8  | 52 | 41 | +11 | 42     |
| 7  | Coquimbo Unido          | 30 | 11 | 9  | 10 | 47 | 40 | +7  | 42     |
| 8  | Deportes Antofagasta    | 30 | 12 | 6  | 12 | 44 | 49 | –5  | 42     |
| 9  | Unión Española          | 30 | 11 | 7  | 12 | 45 | 47 | –2  | 40     |
| 10 | Palestino               | 30 | 11 | 5  | 14 | 45 | 49 | –4  | 38     |
| 11 | Provincial Osorno       | 30 | 9  | 11 | 10 | 34 | 49 | –10 | 38     |
| 12 | Deportes Concepción (P) | 30 | 8  | 10 | 12 | 38 | 44 | –6  | 34     |
| 13 | Regional Atacama        | 30 | 7  | 9  | 14 | 35 | 65 | –30 | 30     |
| 14 | Huachipato (P)          | 30 | 6  | 11 | 13 | 40 | 55 | –15 | 29     |
| 15 | Deportes La Serena      | 30 | 7  | 8  | 15 | 35 | 60 | –25 | 29     |
| 16 | Everton                 | 30 | 7  | 4  | 19 | 30 | 58 | –28 | 25     |

|  | Kampioen, gekwalificeerd voor Copa Libertadores 1996 |
|  | Gekwalificeerd voor Pre-Libertadores                 |
|  | Degradatie-eindronde                                 |
|  | Degradatie                                           |

### Degradatie eindronde

#### Eerste groep
|               |          |       |            |  |
| Heenwedstrijd | Cobresal | 1 – 0 | Huachipato |  |
| Heenwedstrijd |          |       |            |  |

|                |            |       |          |  |
| Terugwedstrijd | Huachipato | 3 – 1 | Cobresal |  |
| Terugwedstrijd |            |       |          |  |

#### Tweede groep
|               |                  |       |                  |  |
| Heenwedstrijd | Unión San Felipe | 1 – 1 | Regional Atacama |  |
| Heenwedstrijd |                  |       |                  |  |

|                |                  |       |                  |  |
| Terugwedstrijd | Regional Atacama | 2 – 2 | Unión San Felipe |  |
| Terugwedstrijd |                  |       |                  |  |

## Pre-Libertadores
| Plaats | Club                 | Wed. | W | G | V | Saldo | Ptn. |
| ------ | -------------------- | ---- | - | - | - | ----- | ---- |
| 1      | Universidad Católica | 3    | 3 | 0 | 0 | 5:2   | 9    |
| 2      | Colo-Colo            | 3    | 1 | 1 | 1 | 4:2   | 4    |
| 3      | Deportes Temuco      | 3    | 1 | 1 | 1 | 3:3   | 4    |
| 4      | Cobreloa             | 3    | 0 | 0 | 3 | 3:8   | 0    |

|  | Gekwalificeerd voor Copa Libertadores 1996 |